# إرينا لونجو
إرينا لونجو هي مغنية أوبرا ومغنية روسية، ولدت في 5 يونيو 1980 في مولدوفا.

## وصلات خارجية
- الموقع الرسمي